# Traités de Reichenbach (1813)
Ne pas confondre avec Traité de Reichenbach (1790).
Les traités de Reichenbach sont une série d'accords signés à Reichenbach (aujourd'hui Dzierżoniów) entre la Grande-Bretagne, la Prusse, la Russie et l'Autriche. Ces accords associent les pays de la Sixième Coalition contre l'Empire français de Napoléon Ier.

## Premier traité
Le 14 juin 1813, le traité de Reichenbach fut signé entre la Grande-Bretagne et la Prusse. Selon les termes de l'accord, la Grande-Bretagne a accepté de fournir à la Prusse une subvention de 666,666 livres sterling afin de lui permettre de maintenir sa force de 80 000 hommes. En échange de cette aide, le roi de Prusse accepta de céder la principauté de Hildesheim et d’autres territoires à l'électorat de Hanovre.

## Deuxième traité
Le 15 juin 1813, le traité de Reichenbach est signé entre la Grande-Bretagne et la Russie. Sur la base des termes de l'accord, la Grande-Bretagne a accepté de fournir à la Russie une subvention de 1 333 334 livres sterling afin de permettre à la Russie de maintenir sa force de 160 000 soldats.

## Troisième traité
Le 27 juin 1813, le traité de Reichenbach (également connu sous le nom de convention de Reichenbach) est signé entre la Prusse, la Russie et l'Autriche. Sur la base des termes de l'accord, l'Autriche a accepté de déclarer la guerre à Napoléon s'il rejetait ses conditions de paix.